# NGC 1185
NGC 1185 ist eine Spiralgalaxie vom Hubble-Typ Sb im Sternbild Eridanus am Südsternhimmel. Sie ist schätzungsweise 220 Millionen Lichtjahre von der Milchstraße entfernt und hat einen Durchmesser von etwa 80.000 Lichtjahren.

Im selben Himmelsareal befinden sich unter anderem die Galaxien NGC 1182, NGC 1206, NGC 1208.
Das Objekt wurde im Jahr 1886 von Francis Preserved Leavenworth entdeckt.